# Бельдюговые

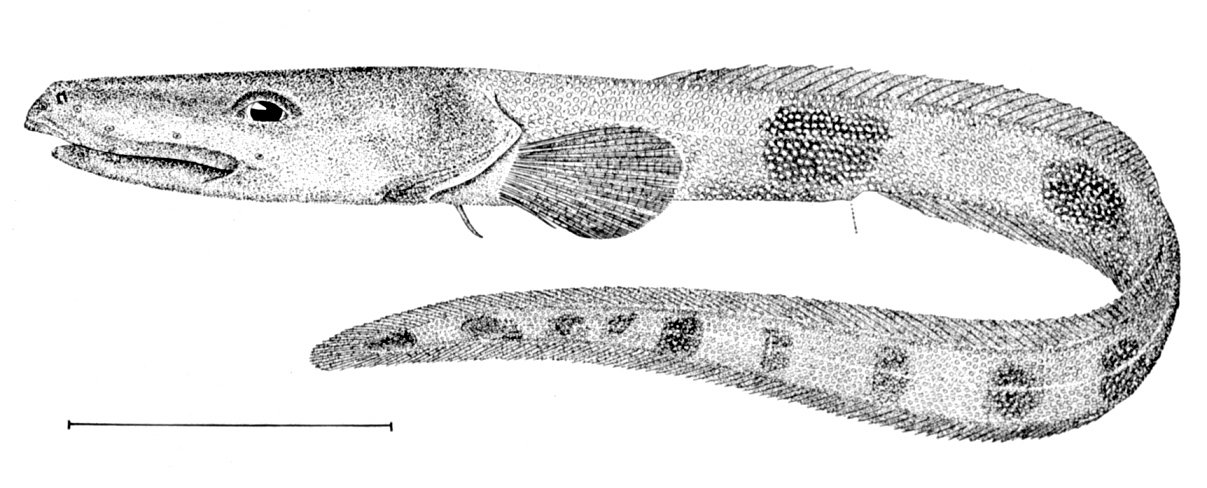
Lycenchelys verrillii

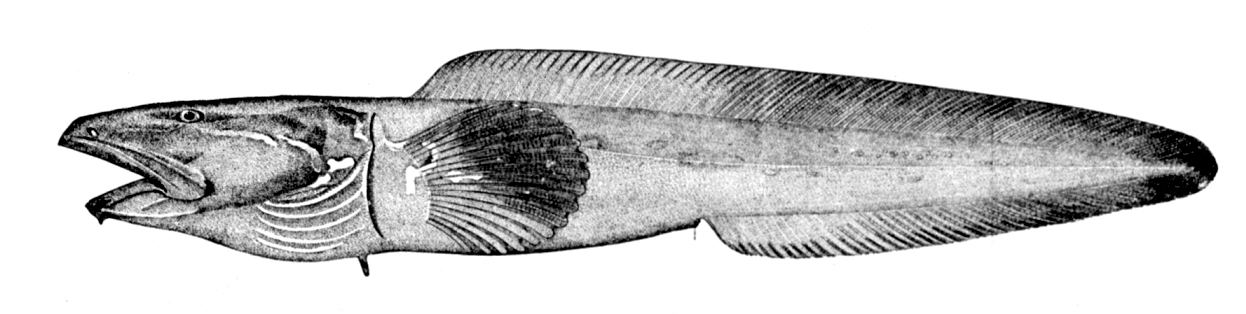
Lycodes mucosus

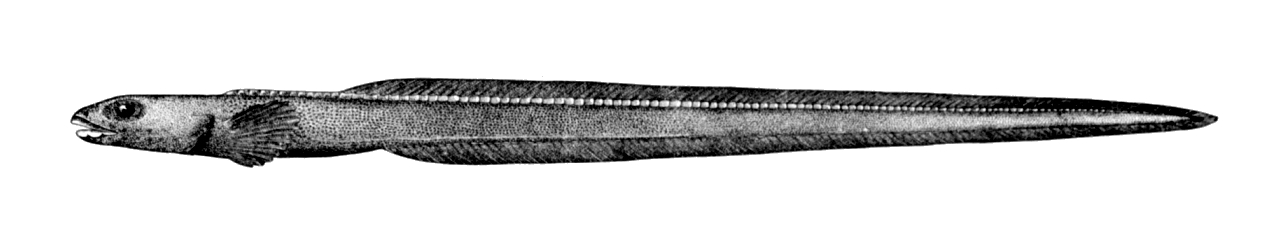
Lycodonus mirabilis

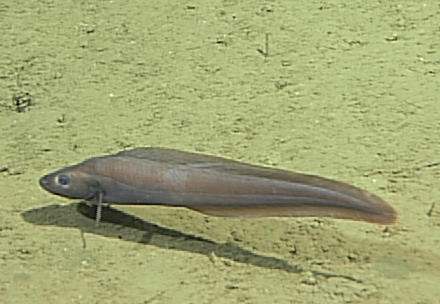
Bothrocara brunneum

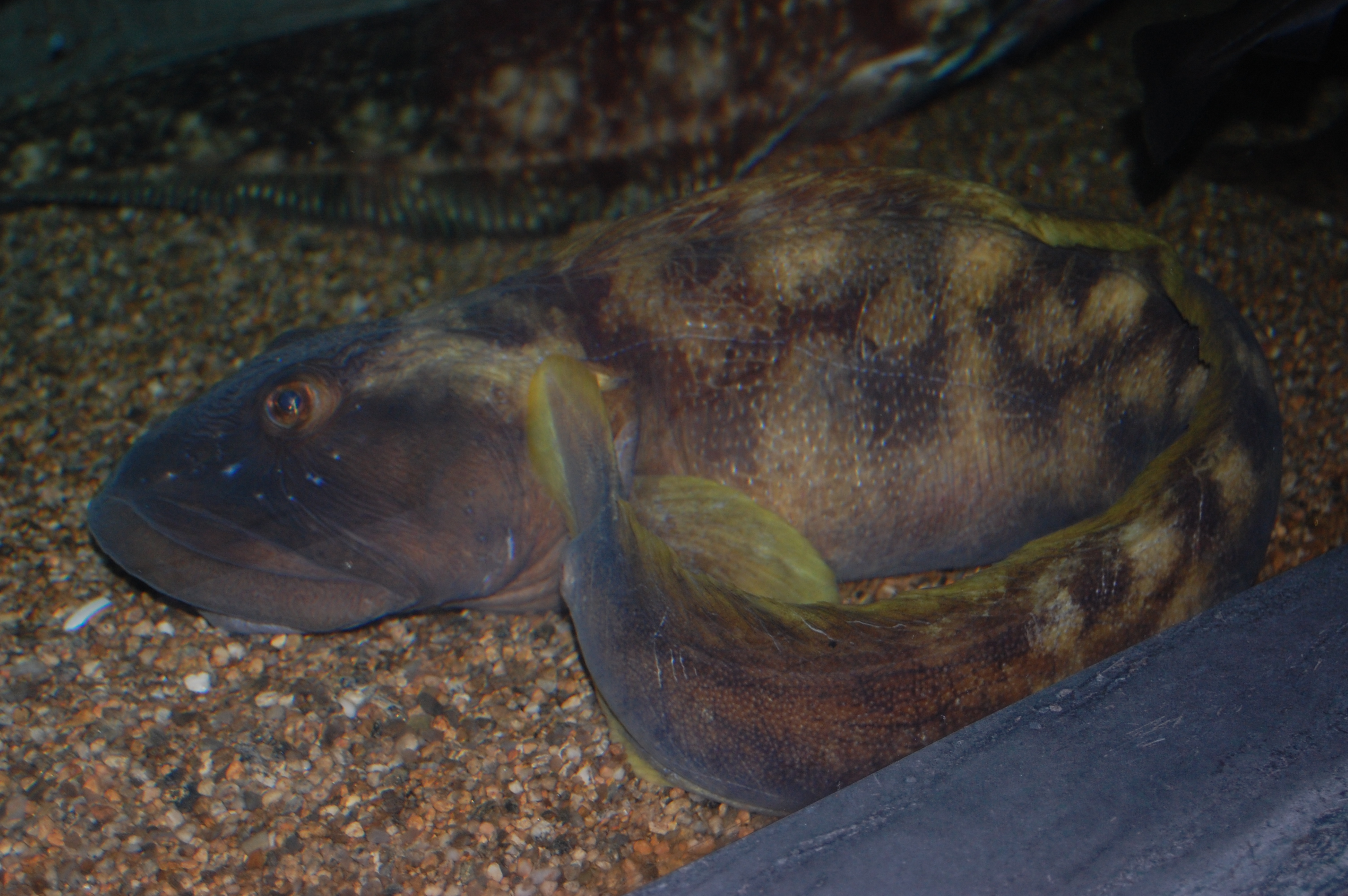
Американская бельдюга

Бельдюговые (лат. Zoarcidae) — семейство лучепёрых рыб из отряда скорпенообразных.

## Описание
Морские, как правило, придонные рыбы. Встречаются от морей Арктики до Антарктики. Имеют удлинённое тело с длинными спинным и анальным плавниками, слитыми с хвостовым плавником. Брюшные плавники отсутствуют или рудиментарные. Число позвонков от 58 до 150. Большинство яйцекладущие, часть видов рода Zoarces — яйцеживородящие. Длина тела от нескольких сантиметров до 1,1 м (Zoarces americanus).

## Классификация
В составе семейства выделяют 4 подсемейства, 59 родов, 294 вида.
По другим данным 61 род и 300 видов.
- Подсемейство Gymnelinae  Gill, 1863 — 12 родов и 35 видов
  - Andriashevia Fedorov & Neyelov, 1978 — Андрияшевии
  - Barbapellis Iglésias, Dettai, & Ozouf-Costaz, 2011
  - Bilabria Schmidt, 1936 — Двугубы
  - Davidijordania Popov, 1931 — Ликоды-джордании
  - Ericandersonia Shinohara & Sakurai, 2006
  - Gymnelopsis Soldatov, 1922 — Гимнелопсы
  - Gymnelus Reinhardt, 1834 — Гимнелисы
  - Hadropareia Schmidt, 1904 — Охотоморские ликоды
  - Krusensterniella Schmidt, 1904 — Крузенштерниеллы
  - Melanostigma Günther, 1881 — Меланостигмы
  - Nalbantichthys Schultz, 1967
  - Opaeophacus Bond & Stein, 1984 — Бульдожьи бельдюги
  - Seleniolycus Anderson, 1988
- Подсемейство Lycodinae Gill, 1861 — 32 рода и 120 видов
  - Aiakas Gosztonyi, 1977 — Аиакасы
  - Austrolycus Regan, 1913 — Австролики
  - Bothrocara Bean, 1890 — Ботракары
  - Bothrocarina Suvorov, 1935 — Ботракарины
  - Crossostomus Lahille, 1908 — Кроссостомы
  - Dadyanos Whitley, 1951 — Дадианосы
  - Derepodichthys Gilbert, 1896
  - Dieidolycus Anderson, 1988
  - Eucryphycus Anderson, 1988
  - Exechodontes DeWitt, 1977 — Эксикодонты
  - Gosztonyia Matallanas, 2009
  - Hadropogonichthys Fedorov, 1982 — Гадропогонихты
  - Iluocoetes Jenyns, 1842 — Илюцетесы
  - Japonolycodes Shinohara, Sakurai & Machida, 2002
  - Letholycus Anderson, 1988
  - Lycenchelys Gill, 1884 — Лиценхелы
  - Lycodapus Gilbert, 1890 — Ликодапусы
  - Lycodes Reinhardt, 1831 — Ликоды
  - Lycodichthys Pappenheim, 1911 — Ликодихты
  - Lycodonus Goode & Bean, 1883 — Ликодоны
  - Lycogrammoides Soldatov & Lindberg, 1929 — Ликограммоиды
  - Lyconema Gilbert, 1896 — Ликонемы
  - Maynea Cunningham, 1871 — Ликоды-майнеи
  - Notolycodes Gosztonyi, 1977
  - Oidiphorus McAllister & Rees, 1964
  - Ophthalmolycus Regan, 1913 — Большеглазые ликоды
  - Pachycara Zugmayer, 1911 — Ликоды-пахикары
  - Phucocoetes Jenyns, 1842
  - Piedrabuenia Gosztonyi, 1977
  - Plesienchelys Anderson, 1988
  - Pogonolycus Norman, 1937
  - Puzanovia Fedorov, 1975 — Пузановии
  - Pyrolycus Machida & Hashimoto, 2002
  - Taranetzella Andriashev, 1952 — Таранецеллы
  - Thermarces Rosenblatt & Cohen, 1986
- Подсемейство Lycozoarcinae Andriashev, 1939 — монотипическое
  - Lycozoarces Popov, 1935
- Подсемейство Zoarcinae Swainson, 1839 — монотипическое
  - Zoarces Cuvier, 1829 — Бельдюги